# Vindelfjällen
Vindelfjällen ist das größte schwedische Naturreservat und liegt im Nordwesten der Provinz Västerbottens län in Schwedisch-Lappland oder Sápmi, wie die indigenen Samen ihr angestammtes Siedlungsgebiet nennen. Mit 560.000 Hektar nahezu unberührter Wildnis bedeckt es eine etwa doppelt so große Fläche wie das Saarland und ist damit zudem das größte von der IUCN anerkannte Wildnisschutzgebiet Europas (2023). Mit dem Nationalparkplan der schwedische Naturschutzbehörde von 2008 wurde das Gebiet als zukünftiger Nationalpark vorgeschlagen.
Die Ost-West-Ausdehnung beträgt wie die Nord-Süd-Ausdehnung etwa 80 km. Nach der Unterschutzstellung 1974 wurde es im Jahre 1988 auf seine heutige Größe erweitert. Die Höhe des Gebiets reicht von 500 m ö.h. in den Tälern bis zu den 1768 m ö.h. des höchsten Gipfels im Reservat, dem Norra Sytertoppen. Der Oberlauf des Vindelälven durchfließt das Gebiet.

## Natur
Baumloses Fjäll (Bergtundra) und Moore, Fjällbirken- und boreale Fichtenwälder sowie Seen und einige kleinere Gletscher prägen die Landschaft, in der neben den Rentierherden der Samen, Elchen und Moorschneehühnern auch Braunbären und Vielfraße vorkommen. Das Symboltier des Naturreservats, der Polarfuchs (Alopex lagopus), ist trotz intensiver Schutzbemühungen weiterhin gefährdet und kommt nur selten vor. Dies gilt ebenso für den Nordluchs. Die vom Aussterben bedrohte Zwerggans (Anser erythropus) wird regelmäßig an den Seen des Reservats gesichtet. Der früher hier heimische Wolf kommt nicht mehr im Reservat vor.

## Nutzung
Das Gebiet des heutigen Vindelfjällen war schon früh von Menschen besiedelt. So wurden am See Tärnasjö u. a. Pfeilspitzen gefunden, die auf das Jahr 8000 v. Chr. datiert wurden. Heute befinden sich drei Sámigemeinden im Naturreservat. Diese nutzen das Land als Weidegrund für ihre Rentiere.

## Tourismus
Der Weitwanderweg Kungsleden, entlang dem einige Übernachtungshütten liegen, durchquert auf 78 km das Gebiet und führt von Hemavan nach Ammarnäs. Weitere regionale Wanderwege ermöglichen den Zugang zum Schutzgebiet auf insgesamt 500 km. Das freie Campen ist ebenso wie das Entzünden von Feuern bei Beachtung der Vorsichtsmaßnahmen im Rahmen des schwedischen Jedermannsrecht erlaubt. Ausgangspunkte für Exkursionen sind die Orte Hemavan, Tärnaby sowie Ammarnäs. In Ammarnäs und in Hemavan befindet sich auch ein Naturum, in dem die Besucher eine Ausstellung über das Naturreservat besuchen können.